# کوشچژنا
کوشچژنا (به لاتین: Kościerzyna، تلفظ: [kɔɕt͡ɕeˈʐɨna]) یک شهرک در لهستان است که در استان پومرانی واقع شده‌است.

## خصوصیات
کوشچژنا ۱۵٫۸۳ کیلومترمربع مساحت و ۲۳٬۰۱۶ نفر جمعیت دارد و ۱۵۰ متر بالاتر از سطح دریا واقع شده‌است.

## خواهرخوانده
شهر Sanary-sur-Mer خواهرخواندهٔ کوشچژنا هست.

## نگارخانه

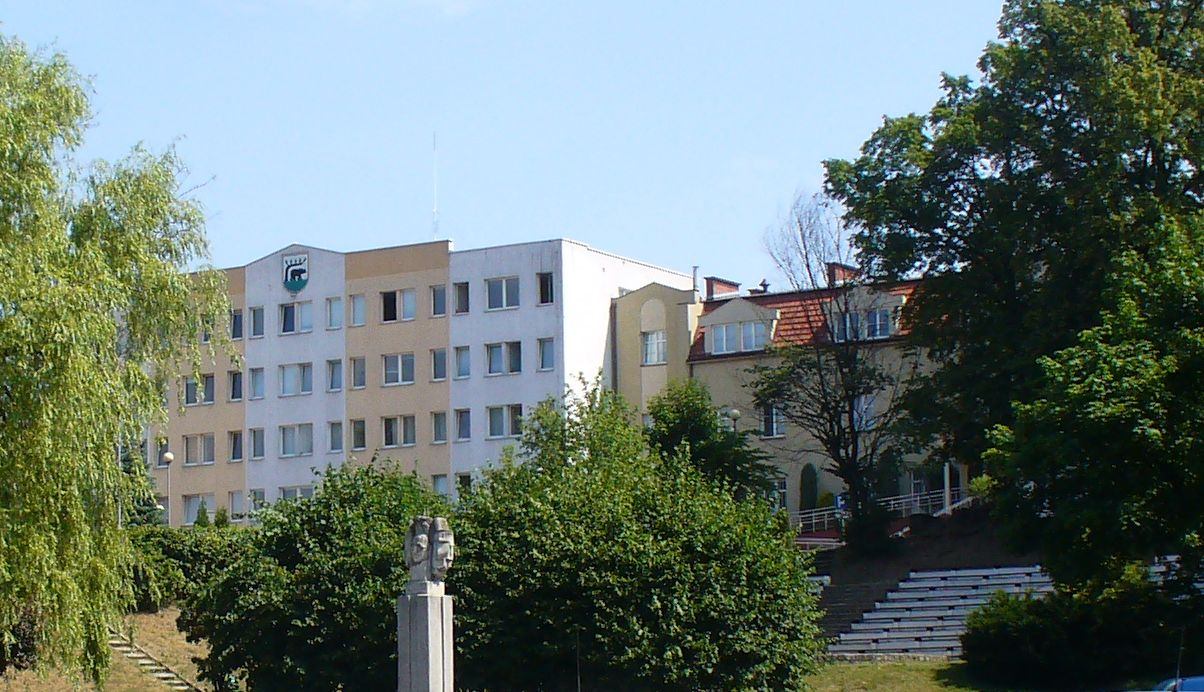
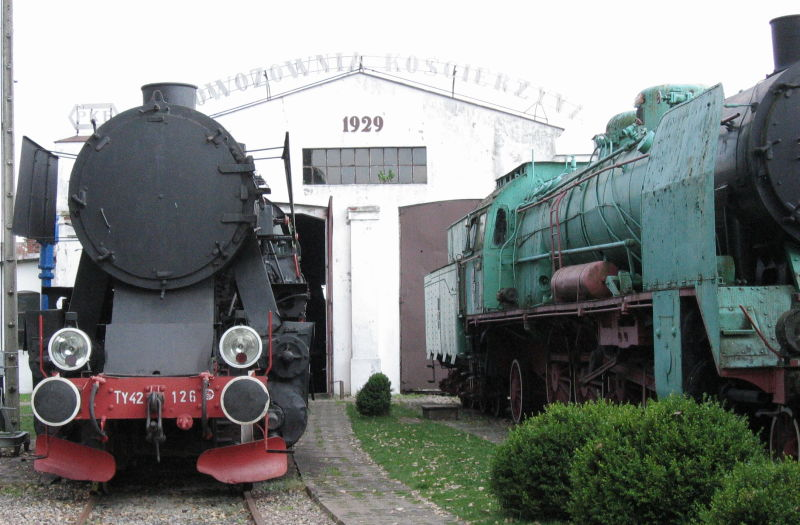
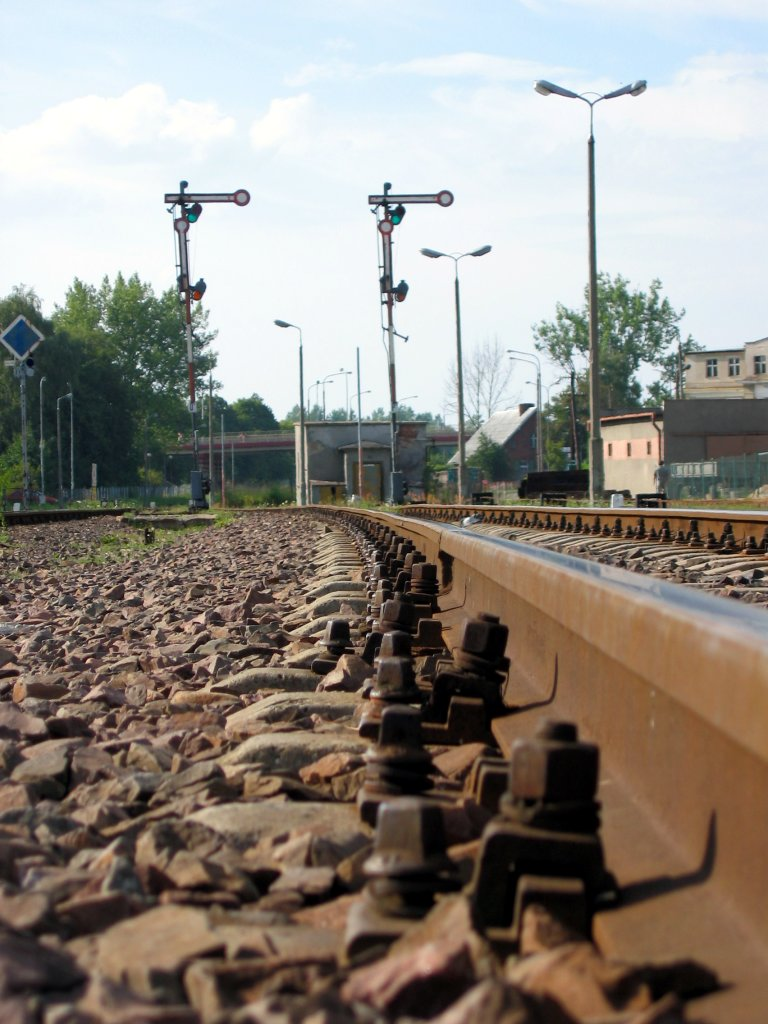
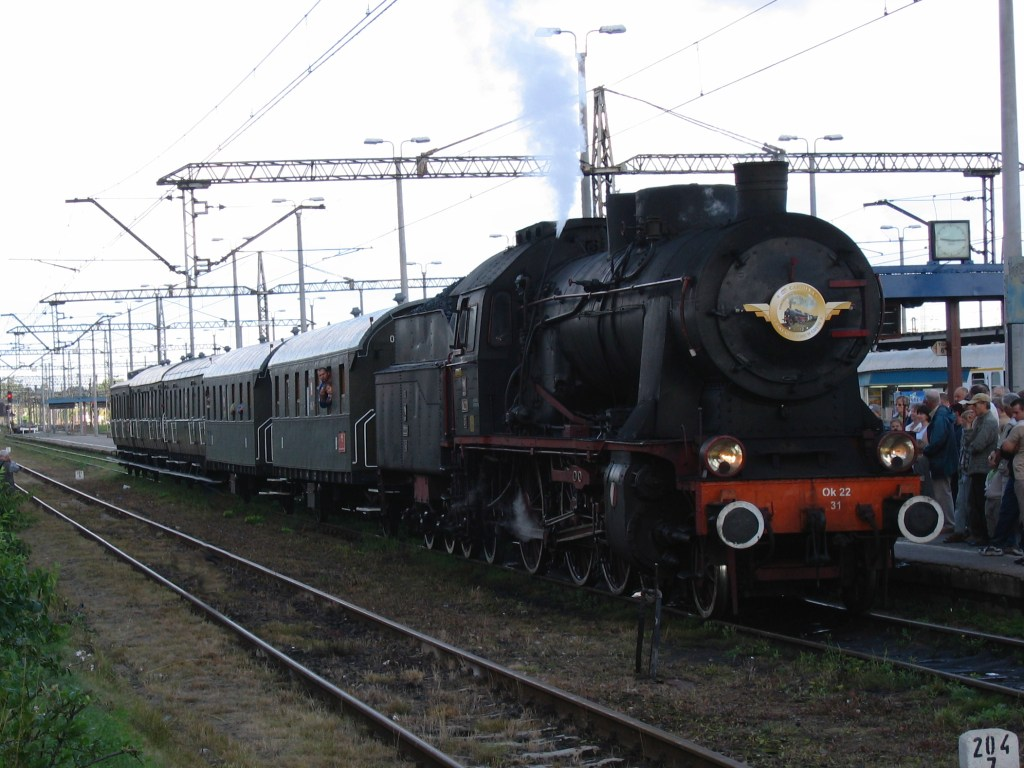
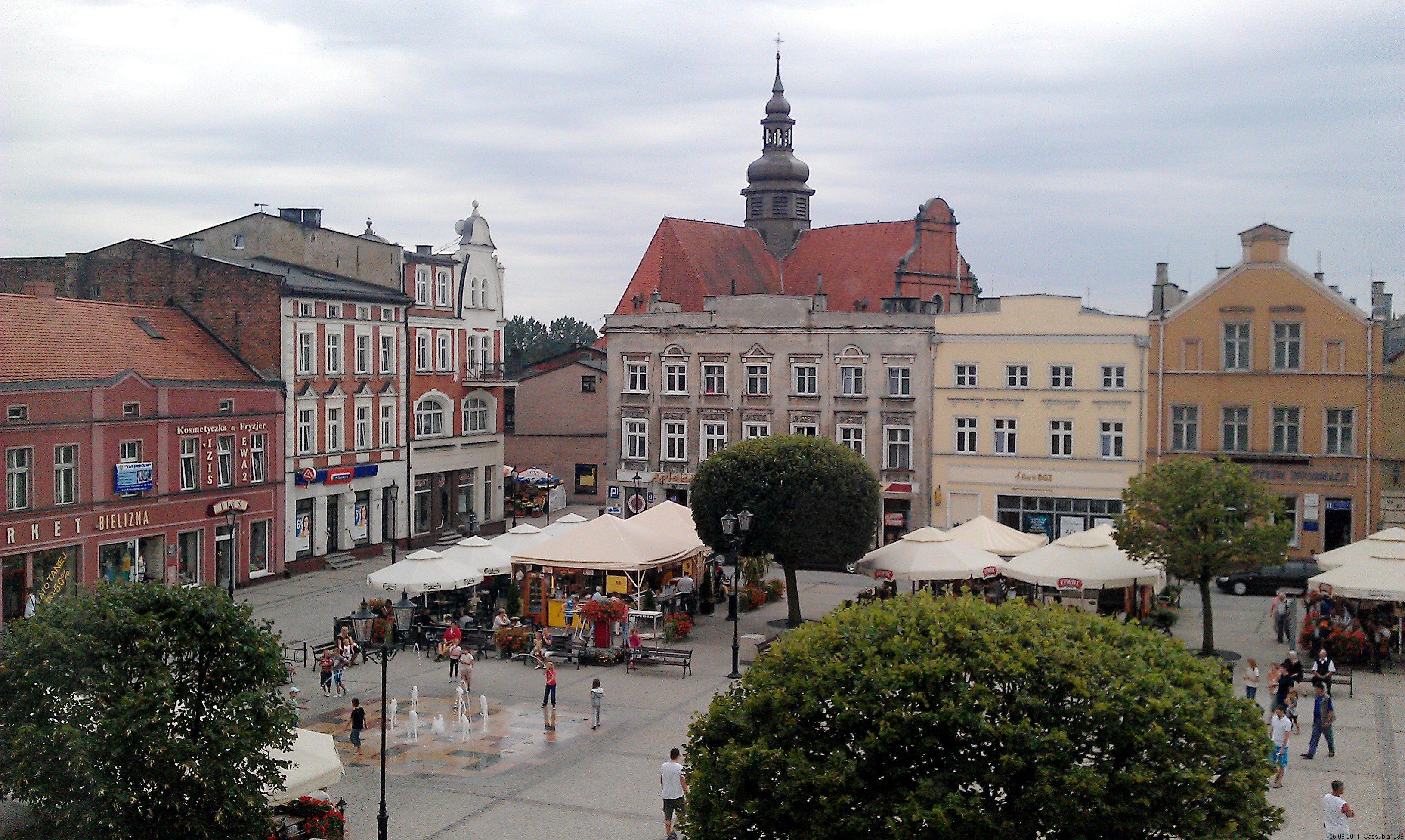